# Puente de la Pólvora
El puente de la Pólvora era un puente metálico con estribos de piedras sobre el río Segura construido entre 1870 y 1877 entre la pedanía murciana de Javalí Viejo y Alcantarilla, en la Región de Murcia (España). 

## Historia

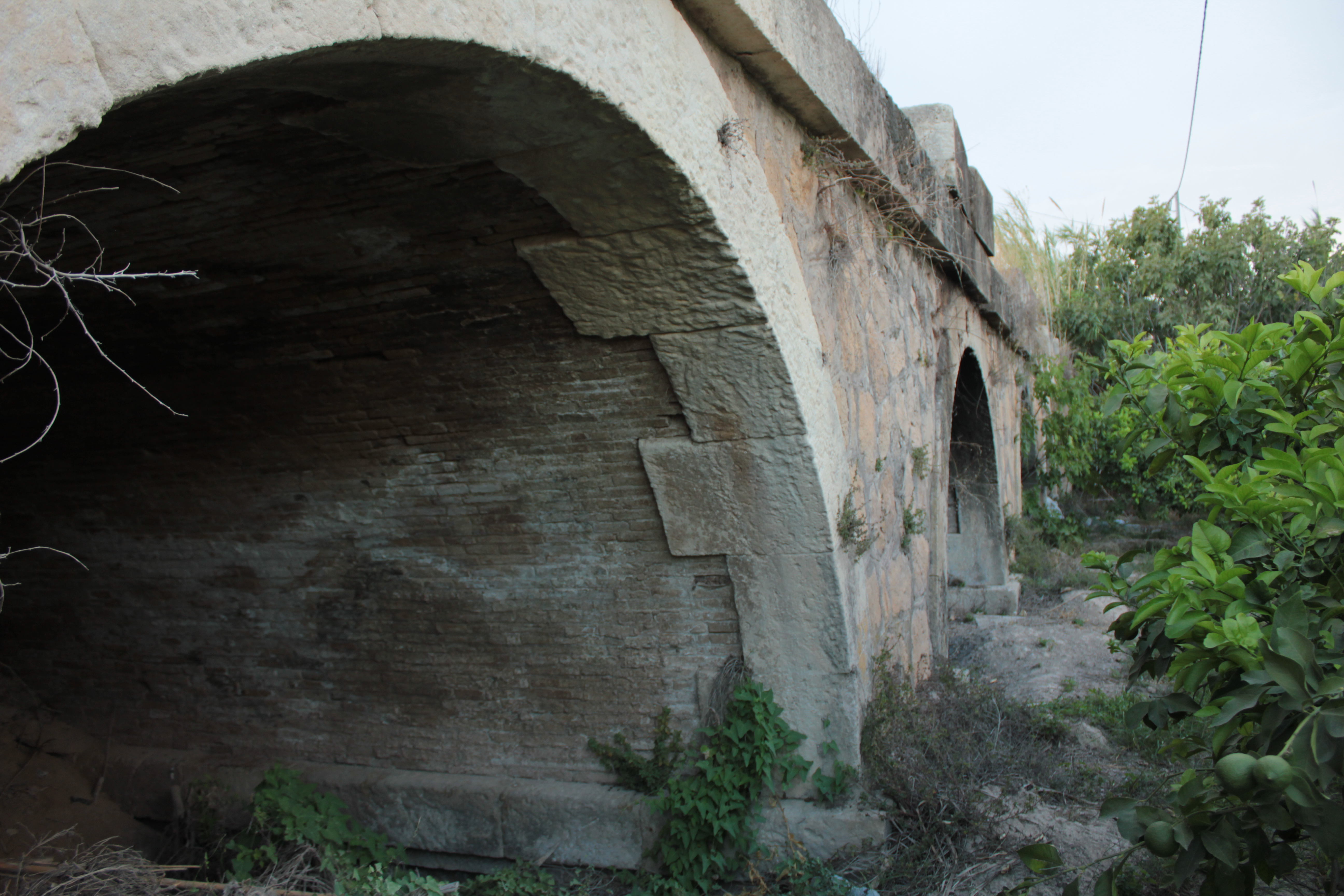
Detalle de uno de los arcos de piedra

El puente fue proyectado por los ingenieros de caminos Manuel Pardo Sánchez-Salvador la parte de fábrica; y por José Caunedo Sánchez la parte metálica. Ambas partes fueron construidas respectivamente por Pedro Díaz Sánchez y Francisco Peña y Baquero.
El puente fue inicialmente construido para permitir el tránsito de los convoyes de pólvora procedentes de la vecina fábrica de Santa Bárbara con destino al puerto de Cartagena. Estos peligrosos convoyes debían atravesar periódicamente la ciudad de Murcia con el objeto de cruzar el río Segura por el puente de los Peligros, único puente cercano existente en aquel momento, lo que motivó las repetidas quejas de los vecinos hasta la construcción del puente de la Pólvora.
La parte metálica del puente fue desmantelada y vendida como chatarra en 1975 debido a la construcción el año anterior de un nuevo puente más ancho de hormigón armado, localizado unos metros aguas arriba, que lo sustituyó. El estribo derecho fue destruido al hacerse el encauzamiento del río. El estribo izquierdo y los cinco arcos de sillería, cuyo uso actual es el de dar acceso al camino de servicio del encauzamiento del río, todavía se pueden contemplar en la margen izquierda.